# Sauzé-entre-Bois
Sauzé-entre-Bois è un comune francese di 2.259 abitanti situato nel dipartimento delle Deux-Sèvres nella regione della Nuova Aquitania. È stato istituito il 1° gennaio 2025 dalla fusione dei precedenti comuni di Caunay, Montalembert, Pers, Pliboux e Sauzé-Vaussais.